# Kuzma (automobilizam)
Kuzma je bio konstruktor trkaćih automobila, koji je osnovao Eddie Kuzma u Sjedinjenim Američkim Državama. Konstruktor se natjecao u Formuli 1 od 1951. do 1960., ali samo na utrkama 500 milja Indianapolisa. Troy Ruttman je u Kuzminom bolidu osvojio tu utrku 1952.